# Барсучье (Воронежская область)
Барсучье — посёлок в Панинском районе Воронежской области.
Входит в состав Краснолиманского сельского поселения.

## География

### Улицы
- ул. Луговая

## Население
| 2000 | 2005 | 2010 |
| ---- | ---- | ---- |
| 12   | ↗13  | ↘1   |